# Gulistão (província)
Gulistão ou Golestão (em persa: گلستان; romaniz.: Golestan) é uma província do Irã sediada em Gurgã. Tem 20 367 quilômetros quadrados e de acordo com o censo de 2019, havia 1 951 000 residentes. Se divide em 14 condados.